# Valle La Estrella

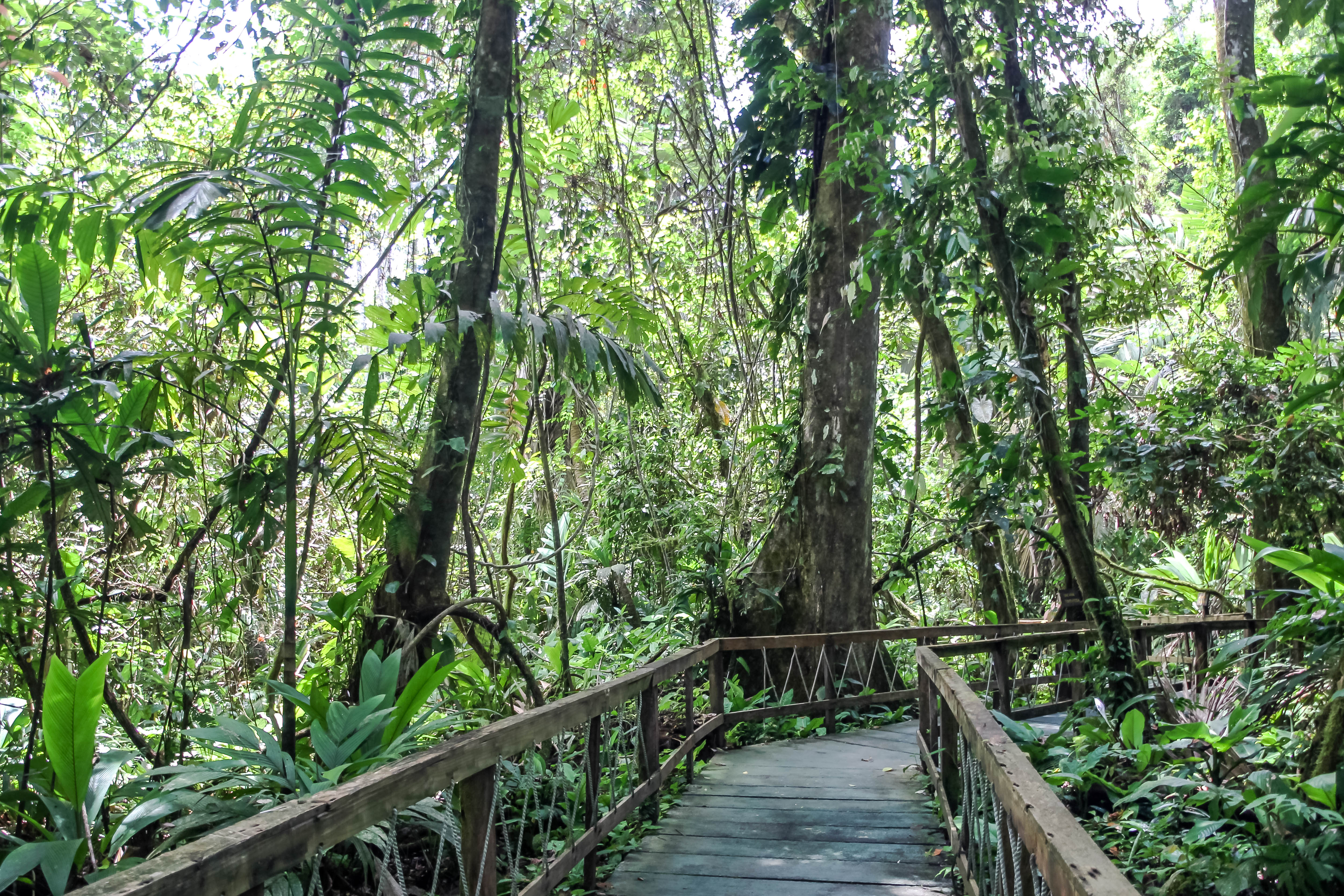
Valle La Estrella: Veragua Rainforest

Valle La Estrella es un distrito del cantón de Limón, en la provincia de Limón, de Costa Rica. El clima de la zona es Tropical Húmedo.

## Historia
Valle La Estrella fue creado el 10 de agosto de 1992 por medio de Decreto Ejecutivo 21515-G.

## Geografía
Valle La Estrella cuenta con un área de 1237,42 km² y una altitud media de 18 m s. n. m.

## Demografía
Para el año 2022, Valle La Estrella cuenta con una población estimada de 19 119 habitantes, y para el último censo efectuado, en 2011, Valle La Estrella contaba con una población de 17 908 habitantes.

## Localidades
- Cabecera: Pandora
- Barrios: Colonia, Finca Ocho, Guaria, Loras, Pandora Oeste, Río Ley.
- Poblados: Alsacia, Armenia, Atalanta, Bananito Sur, Boca Cuen, Boca Río Estrella, Bocuare, Bonifacio, Brisas, Buenavista, Burrico, Calveri, Caño Negro, Cartagena, Casa Amarilla, Cerere, Concepción, Cuen, Chirripó Abajo (parte), Durfuy (San Miguel), Duruy, Fortuna, Gavilán, Hueco, I Griega, Jabuy, Llano Grande, Manú, Miramar, Moi (San Vicente), Nanabre, Nubes, Penshurt, Pléyades, Porvenir, Progreso, Río Seco, San Andrés, San Carlos, San Clemente, San Rafael, Suruy, Talía, Tobruk, Tuba Creek (parte), Valle de las Rosas, Vegas de Cerere, Vesta.

## Transporte

### Carreteras
Al distrito lo atraviesan las siguientes rutas nacionales de carretera:
- Ruta nacional 36
- Ruta nacional 234